# Дудяк Ярослава Василівна
Ярослава Василівна Дудяк (нар. 6 грудня 1958, с. Добровляни, Україна) — українська архітекторка, педагогиня. Членкиня Національної спілки архітекторів України (2003). Дружина Богдана та мати Віктора Дудяків.

## Життєпис
Ярослава Дудяк народилася 6 грудня 1958 року в селі Добровляни Калуського району Івано-Франківської області України.
Закінчила Львівський будівельний технікум (1978), політехнічний інститут (1984, нині національний університет «Львівська політехніка»).
Працювала у Івано-Франківському проєктному інституті Діпроміст (1984—1986). 
З 1986 року — в м. Чортків:
- керівник студії дизайну Центру науково-технічної творчості та дозвілля учнівської молоді, водночас займається архітектурною творчістю (1999);
- започаткувала власну архітектурно-проєктну майстерню (1999).

## Творчість

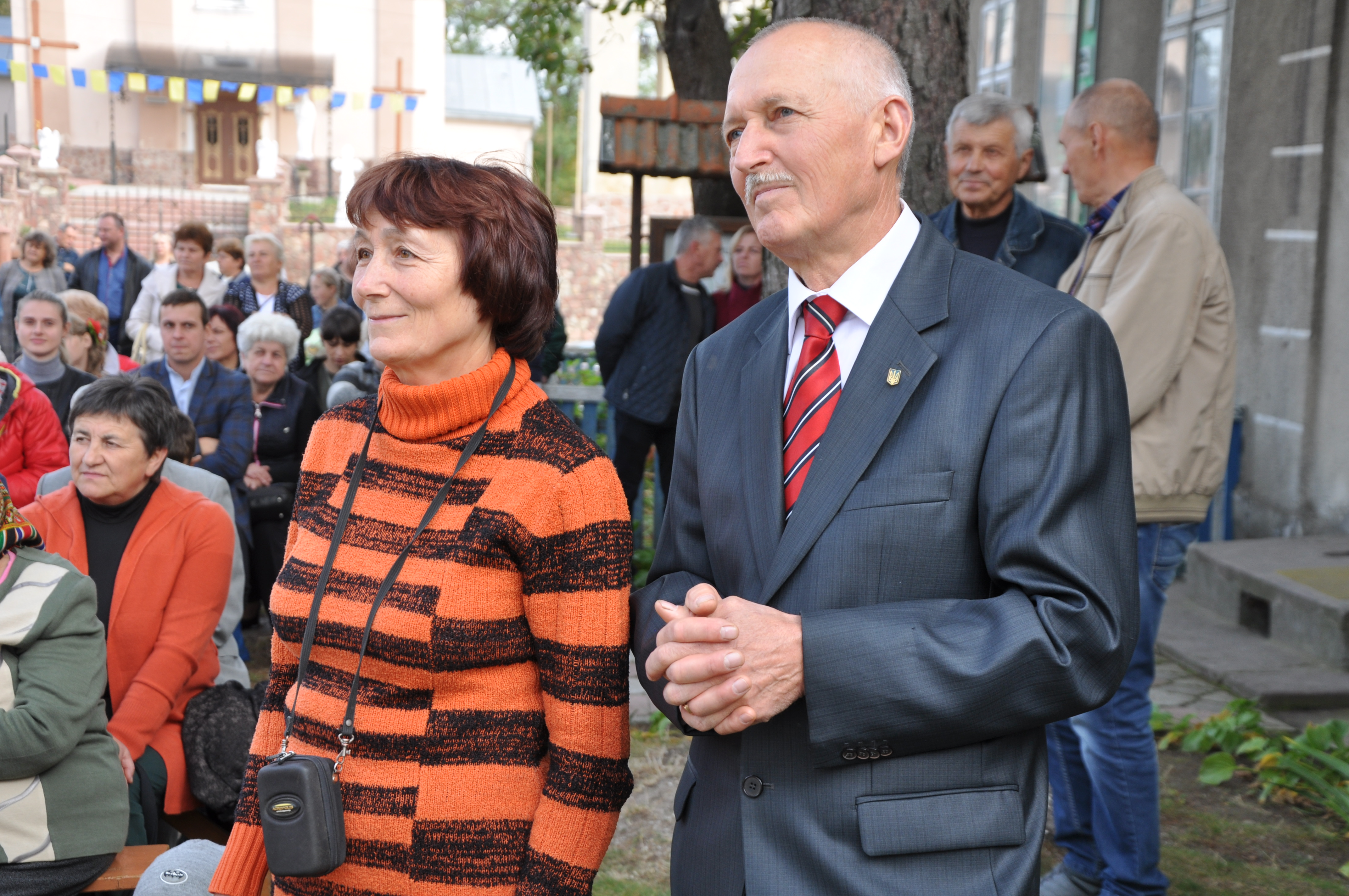
Подружжя Дудяків під час регіонального фестивалю лемківської пісні «Цне мі ся за тобом, мій лемківський краю» (2019)

Подружжя Дудяків створили і реалізували близько 500 архітектурних проектів: 
- церкви в селах Заболотівка, Кривеньке (1989), Пастуше, смт Заводське (всі — Чортківського району); с. Гусятин (Чемеровецького району Хмельницької області);
- каплички (смт Заводське; Князя Володимира Великого в Чорткові);
- пам’ятники Петру Хамчуку й на честь скасування кріпосного права в Чорткові; розстріляним в’язням чортківської тюрми в м. Умань Черкаської області;
- ескізний проект пам`ятника жертвам депортації лемків в Монастириськах[1]
- співавтори, громадської будівлі та інших.

Учасники Львівської обласної художньої виставки (1978), спільної художньої виставки у Львівській картинній галереї (2006). 
Спільні персональні виставки архітектурних проектів і художніх робіт: у Чорткові, Тернопільському обласному художньому музеї (понад 60 робіт; обидві — 2005), Чортківському краєзнавчому музеї (2006).